# Гюндогду (вилает Чанаккале)
Гюндогду (на турски: Gündoğdu) е село в околия Бига, вилает Чанаккале, Турция. Разположено на 40 – 50 метра надморска височина. Населението му през 1997 г. е 850 души, основно българи – мюсюлмани (помаци), преселили се през 1883 г. от село Средно градище (Чирпанско), както и български турци.